# Byudden
Byudden är en udde i Finland. Den ligger på ön Våtskär och i ligger i Lovisa stad i landskapet Nyland, i den södra delen av landet, 70 km öster om huvudstaden Helsingfors.
Terrängen inåt land är mycket platt. Havet är nära Byudden åt sydost.  Närmaste större samhälle är Lovisa, 18,5 km norr om Byudden. 